# Arvière-en-Valromey
Arvière-en-Valromey è un comune francese di recente costituzione, sito nel circondario di Belley, dipartimento dell'Ain, regione dell'Alvernia-Rodano-Alpi.
È stato costituito il 1º gennaio 2019 accorpando i quattro comuni di Brénaz, Chavornay, Lochieu e Virieu-le-Petit, che oggi ne costituiscono altrettante frazioni.